# Aeshna williamsoniana
Aeshna williamsoniana är en trollsländeart som beskrevs av Philip Powell Calvert 1905. Aeshna williamsoniana ingår i släktet mosaiktrollsländor, och familjen mosaiktrollsländor. IUCN kategoriserar arten globalt som otillräckligt studerad. Inga underarter finns listade i Catalogue of Life.